# Makljenovac (Doboj)
Makljenovac (szerbül: Макљеновац), település Bosznia-Hercegovinában, a Szerb Köztársaság északi régiójában Doboj községben. 

## Fekvése
A település Bosznia-Hercegovina északi részén, Dobojtól légvonalban 3, közúton 4 km-re délnyugatra, a Boszna-folyó bal partján, az Usora torkolatánál, 197-242 méteres magasságban található.

## Népessége
| Nemzetiségi csoport | Népesség 1991 | Népesség 2013 |
| ------------------- | ------------- | ------------- |
| Szerb               | 93            | 174           |
| Bosnyák             | 1135          | 941           |
| Horvát              | 753           | 66            |
| Jugoszláv           | 120           | 0             |
| Egyéb               | 63            | 29            |
| Összesen            | 2164          | 1210          |

## Története
Az itt talált nagy számú régészeti lelet tanúsága szerint ez a terület már az őskőkorban is sűrűn lakott volt. A középső paleolitikumból származó emberi települések maradványait találták meg ezen a területen. Londža paleolitikumi lelőhelye Bosznia-Hercegovina területének egyik legrégebbi régészeti lelőhelye. A Crkvina régészeti lelőhelye már 1891-ből ismert a szakirodalomban. Már akkor is, de különösen a második világháború után, a terület iparosodásával, különösen a kőbánya működésével fenyegetve volt. Az ősi „Gradina – Makljenovac” erődítmény a Dalmácia tartomány hátországában, a mai Bosznia-Hercegovina területén található legátfogóbban kutatott római erődítmény. Az itt talált régészeti leleteket a doboji műzeum őrzi, mely a római katonai tábor és polgári település kutatásán és megőrzésén is dolgozik.
Az ókorban ezt a területet az illír desitiati törzs lakta. Amikor a rómaiak 9-ben végleg legyőzték az illíreket, az illír erődítmények a pacifikációs rendszer (pax romana) részeként működtek tovább, amely rabszolgasorba taszításból, kitelepítésből, tömeges besorozásból, valamint föld- és természeti erőforrások elkobzásából állt. A romanizáció tekintetében Róma politikáját nagyrészt a római hadsereg hajtotta végre. Szükségleteik kielégítésére közvetlenül az Usora folyó torkolata felett Boszniában, Dobojtól körülbelül 4 kilométerre délre katonai tábort (castrumot) és egy polgári települést (canabe) építettek. 
A település 1878-ig tartozott az Oszmán Birodalomhoz, ekkor a berlini kongresszus határozata alapján az Osztrák-Magyar Monarchia része lett. 1879-ben az első osztrák-magyar népszámlálás során a Tešanji járáshoz és Doboj községhez tartozó településnek 20 háztartása és 163 római katolikus lakosa volt. 1910-ben a Tešanji járáshoz tartozó településen 47 háztartást és 343 római katolikus lakost találtak. A monarchia szétesésével 1918-ban előbb a Szerb-Horvát-Szlovén Királyság, majd 1929-től a Jugoszláv Királyság része lett. Az 1929-es törvény értelmében, amikor Bosznia-Hercegovinát négy banovinára, Drinskára, Vrbaskára, Zetskára és Primorskára osztották, a település a Vrbaska banovina része lett, amelynek székhelye Banja Luka volt.
A második világháborúban Jugoszlávia megszállása után a Független Horvát Állam (NDH) része lett. A második világháború után 1992-ig a település a szocialista Jugoszlávia keretében a Bosznia-Hercegovinai Népköztársaság része volt. A boszniai háború során súlyos harcok dúltak a könyéken. Doboj 1992. május 3-i eleste után több mint 27 000 horvát és bosnyák kényszerült elhagyni a várost és Usora és Tešnja szabad területére menekülni. Doboj elfoglalása után a boszniai szerb hadsereg (VRS) a horvát védelmi erők (HVO) usori védelmi vonalaira összpontosította erőit. A VRS először Prisade és Makljenovac horvát falvak felé vonult, de megállították őket, és a HVO-nak sikerült védelmi vonalat kiépítenie. A védelem szempontjából kedvezőtlen helyzet miatt a HVO ellentámadásra készült. A támadás 1992. július 12-én 12:30-kor kezdődött. A HVO (a HVO Usora 110. dandárja) egyszerre több irányból támadott, nehéz időjárási körülmények - heves esőzés és mennydörgés - között. A HVO-nak sikerült átvennie az irányítást a Putnikova brdón lévő szerb állás felett Glavicától Cerikig. Leromboltak egy katonai épületet, három tankot, valamint nagy mennyiségű lőszert és fegyvert foglaltak el. Egy szilárd védelmi vonalat építettek ki, amely a háború végéig nem változott. Ez volt az egyik leghevesebb offenzíva az Usora térségében. Tanúk arról számolnak be, hogy boszniai háború alatt, 1992. június 12-én 17 nem szerb polgárt gyilkoltak meg Makljenovacon, akiket a szerbek elő pajzsként használtak. 1992. július 12-én vívták a Makljenovachoz tartozó Vila településtől a Putnikovo brdóig terjedő területen vívták a petrovdani csatát. A Doboj város védelméért vívott csata első napján 34 szerb harcos és rendőr halt meg, és több mint 76-an megsebesültek. A boszniai háborút lezáró daytoni békeszerződés rendelkezése alapján az ország területét felosztották a Bosznia-hercegovinai Föderáció és a boszniai Szerb Köztársaság között.  A békeszerződés utáni területmegosztási megállapodás értelmében a Boszniai Szerb Köztársasághoz és Doboj községhez került. A lakosság visszateleülése a 2000-es évek elején kezdődött. 

## Nevezetességei
- Crkvina – őskőkori telep, újkőkori, késő bronzkori és kora vaskori települések maradványai. Késő ókori erőd, középkori templom és temető maradványai.[13]

Az őskőkori telep nyomait 8 -10 cm-es mélységben, a barna agyagtalajban találták. A lelőhely leletekben elég gazdag volt. A lelőhelyen a korai paleolitikumra jellemző formájú kőeszközöket tartalmazó anyag mellett többnyire széles, csiszolt vágófelületű kőszerszámokat, valamint egy nagyjából legyező alakú kőkaparót találtak. A lazább massza rétegében, amelyet a paleolitikumi rétegtől egy agyagréteg választott el, ritka kovaköveket és rosszul kiégetett agyagedények apró töredékeit fedezték fel, amelyek a kopások vagy a víz általi elmosódás miatt elvesztették eredeti megjelenésüket és formájukat. A korai leletek korát az. i. e. 6650 és az i. e. 5400 közötti időszakra datálták, a kultúrát, mely alkotta őket, nem tudták meghatározni. A későbbi, égetett agyagból készített kerámiákat a Vinca A és D kultúrával, vagyik a késő neolitikummal hozták összefüggésbe.
A vékony humuszos rétegben késő bronzkori település maradványait tárták fel. Az itt talált edények korát az i. e. 1300 és az i. e. 800 közötti időre, a késő bronzkorra tették. A humuszos rétegben a vaskori települést a késő la théne kultúrához tartozó finoman kiégetett edények és a késő la théne kultúrára jellemző fibulák fémjelezték.
A római korból pénzleletek, két bronz ruhakapocs, vaskulcs, mezőgazdasági eszközök és nagy számú vasszeg származtak. Egy mazőgazdasági célú épület (valószínűleg villa rustica) is állt itt. Koruk az 1. és 4. század közötti időre terjed ki. Ezen a helyen néhány római sírkő és áldozati oltár is előkerült. Ezek a 6. századból származnak és az itteni erőd falába voltak beépítve. Az erőd egy 100x200 méteres területet foglalt el és valószínűleg a 6. századi gót háború (535-555) során épült, míg a befalazott kövek a 2. és 3. századból származnak.
A domb tetején egy középkori fatemplom állt, melynek padlózata római kövekkel volt kikövezve. Körülötte középkori temető volt, melynek feltárása során horvát-dalmát típusú ékszereket találtak.
- Hendek – paleolit telep és vaskori település maradványai. A Crkvinátől északra emelkedő magaslaton a 30 cm mélységű agyagos talajrétegben leletekben gazdag kora paleolit lelőhely került elő. Hozzávetőleges becslés szerint a leletek az aurignaci kultúrához tartoznak. A Crkvinához közelebb eső részen a la théne-kultúrához tartozó vaskori kerámiák kerültek elő.[13]

- Kamen – paleolit telep maradványai. Az őskőkori emberi lakóhelyeket 1949 nyarán tárták fel a szakemberek. Ezek voltak az első ilyen tipusú leletek Bosznia-Hercegovina területén. Sajnos a lelőhely egy része a kőbányászat során megsemmisült. Az 1951-es leletmentő munkák során valamennyi leletet sikerült megmenteni.[13]

- Londža – paleolit telep maradványai az Usora és a Boszna összefolyása feletti mintegy 100 méter magasságú dombon. A 80 cm vastagságú kultúrréteg alsó 25 centiméterében a moustérien típushoz és az aurignaci kultúrához, kisebb részben a gravetti kultúrához tartozó régészeti anyag került elő. A lelőhely Észak-Bosznia egyik legértékesebb lelőhelye.[13]